# 세라 폴슨
세라 캐서린 폴슨(영어: Sarah Katharine Paulson, 1974년 12월 17일 ~ )은 미국의 배우이다. FX 드라마 《O. J. 심슨 파일: 아메리칸 크라임 스토리》(2016)로 2016년 제68회 프라임타임 에미상 미니시리즈 ‧ 영화 부문 여우주연상을 받았으며 다음해인 2017년 제74회 골든 글로브상,제23회 미국 배우 조합상, 제21회 새틀라이트상의 미니시리즈 ‧ TV 영화 부문 여우주연상을 동시에 수상했다. 또한 《아메리칸 호러 스토리》(2011-21)로 크리틱스 초이스 텔레비전상 영화 ‧ 미니시리즈 부문 여우조연상을 총 두 번 수상하기도 했다. 2017년 타임지에서 세계에서 가장 영향력 있는 100인 중 하나로 선정하였다.

## 출연 작품

### 영화
- 사랑하고 싶은 그녀 (1999)
- 왓 위민 원트 (2000)
- 다운 위드 러브 (2003)
- 세레니티 (2005)
- 악명높은 베티 페이지 (2005)
- 스피릿 (2008)
- 마사 마시 메이 마릴린 (2011)
- 뉴욕의 연인들 (2011)
- 머드 (2012)
- 노예 12년 (2013)
- 캐롤 (2015)
- 호밀밭의 반항아 (2017)
- 더 포스트 (2017) - 토니 브래들리 역
- 오션스8 (2018) - 태미 역
- 버드 박스 (2018) - 제시카 역
- 글래스 (2018) - 엘리 스테이플 박사 역
- 더 골드핀치 (2019)
- 스노우 몬스터 (2019) - 목소리
- 런 (2020)
- 숨을 멈추고 (2024) - 마거릿 벨럼 역

### 텔레비전
- 로앤오더 (1994)
- 천사의 손길 (2001)
- 닙턱 (2004)
- 데드우드 (2005)
- 스튜디오 60 (2006-07)
- 위기의 주부들 (2007, 2011)
- 성범죄수사대: SVU (2010)
- 그레이 아나토미 (2010)
- 아메리칸 호러 스토리 (2011-21)
- 게임 체인지 (2012)
- O. J. 심슨 파일: 아메리칸 크라임 스토리 (2016)
- 퓨드 (2017)
- 미세스 아메리카 (2020)
- 래치드 (2020-현재) - 밀드레드 래치드 역
- 새터데이 나이트 라이브 (2023)
- 더 베어 (2023)